# Julius Egghard mladší
Julius Egghard mladší (celým jménem Julius Wilhelm Conrad Egghard, 11. listopadu 11, Vídeň - 23. listopadu 1935 tamtéž) byl rakouský houslista, syn klavíristy a hudebního skladatele Julia Eggharda staršího.

## Hudební činnost
Absolvoval Vídeňskou hudební univerzitu (1875), kde byl žákem Karla Heislera. V roce 1876 uspořádal svůj první koncert a poté se vydal na dlouhé evropské turné.
Po návratu z cest nastoupil v roce 1882 na místo druhého houslisty v první sestavě smyčcového kvarteta pod vedením Arnolda Roseho, které v tomto složení hrálo do roku 1884.
Poté hrál Egghard v letech 1887 - 1901 druhé housle ve slavnějším Helmesbergerově kvartetu. V letech 1886-1909 byl členem Vídeňské filharmonie a současně v letech 1894 - 1915 působil jako hráč Vídeňské dvorní kapely.
Od roku 1897 vyučoval na vídeňské hudební akademii, nejprve jako asistent Josefa Maksintsaka a poté samostatně. Byl mj. jedním z prvních učitelů mladého houslisty Rudolfa Kolische.
Julius Wilhelm Egghard zemřel ve Vídni 23. listopadu 1935.